# Umami
Umami (japanska: うま味、旨み、旨味 eller うまみ) betraktas som den femte grundsmaken.

## Historia
Kikunae Ikeda (1864–1936), professor i kemi vid Kejserliga universitetet i Tokyo, lät år 1908 slå fast att den kemiska smakstommen i kött och alger består av glutaminsyra och att man för att få fram likadan smak likaväl kan få fram syrorna och deras salter ur andra animaliska eller vegetariska proteiner.

### Etymologi
Den smak Ikeda syftade till gavs namnet umami, vilket ungefär kan översättas med god/färsk smak. På språk som svenska och engelska används i regel det japanska namnet.

## Smaken
För att förhöja smaken av umami används framför allt natriumglutamat (i innehållsförteckningar på engelska angivet som monosodium glutamate eller MSG, även E621), ett kontroversiellt ämne som beskylls för diverse skadliga effekter. Dock har inga av dessa bevisats vetenskapligt. Smaken av umami vet man nu också, förutom glutaminsyra, kan komma från några andra ämnen, som 5’-ribonukleotider, till exempel guanylsyra (GMP) och inosinylsyra (IMP).
Umami används som en smakförstärkare, framför allt i asiatisk mat..
Exempel på produkter där smaken naturligt förstärks av umami är fisk, skaldjur, kött, svampar, vissa grönsaker (bland annat spenat och selleri) och grönt te samt jästa eller lagrade produkter som ost (lagrad) och sojasås. Andra exempel är alger, (soltorkade) tomater, buljong och olika kryddsåser.